# 北湧駅

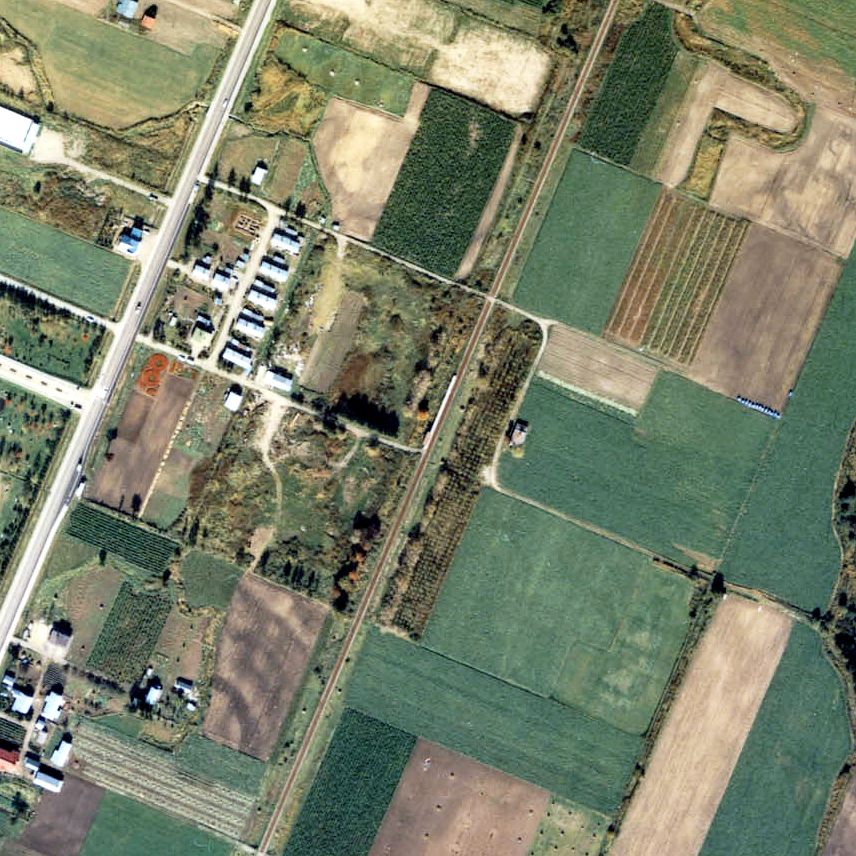
1977年の北湧仮乗降場と周囲約500m範囲。下が遠軽方面。

北湧駅（ほくゆうえき）は、北海道（網走支庁）紋別郡上湧別町字屯田市街地（現・湧別町上湧別屯田市街地）にあった北海道旅客鉄道（JR北海道）名寄本線の駅（廃駅）である。名寄本線の廃線に伴い1989年（平成元年）5月1日に廃駅となった。
一部の普通列車は通過した（1989年（平成元年）4月30日時点（廃止時の時刻表）で下り4本上り4本（快速運転列車ほか））。
当項目では、かつて近隣に存在した厚生病院前仮乗降場（こうせいびょういんまえかりじょうこうじょう）についても説明する。

## 歴史
- 1955年（昭和30年）12月25日：日本国有鉄道名寄本線の厚生病院前仮乗降場が開業[1]。
  - 同日から名寄本線・渚滑線・興浜南線でレールバスが運行開始し、多くの仮乗降場が開設された[4]。
- 1966年（昭和41年）10月1日：北湧仮乗降場（局設定）開業[1]。同時に厚生病院前仮乗降場廃止[1]。
- 1987年（昭和62年）4月1日：国鉄分割民営化によりJR北海道に継承[1]。同時に駅に昇格し、北湧駅となる[1]。
- 1989年（平成元年）5月1日：名寄本線の廃線に伴い廃止となる[1]。

### 駅名の由来
かつて当駅附近に6年制の学校である「北湧校」が存在したことに由来する。

## 駅構造
廃止時点で、単式ホーム1面1線を有する地上駅であった。仮乗降場に出自を持つ無人駅となっていた。
厚生病院前仮乗降場は上湧別駅と当駅との間に位置した。

## 駅周辺
- 国道242号（置戸国道）[6]
- 湧別川[6]
- 北海道北見バス・北紋バス「出合橋」停留所

## 駅跡
駅跡地にはかみゆうべつチューリップ公園が開設されている。また、「ふるさと館JRY（屯田歴史博物館）」西隣の道路にもなっている。

## 隣の駅
北海道旅客鉄道
名寄本線
中湧別駅 - 北湧駅 - 上湧別駅